# Amenra
Amenra est un groupe belge de doom metal, originaire de Courtrai, en Flandre-Occidentale. Il est formé en 1999 par le chanteur Colin H. van Eeckhout et le guitariste Mathieu Vandekerckhove, et plus tard rejoint par le batteur Bjorn Lebon, le guitariste Lennart Bossu et le bassiste Levy Seynaeve. Le groupe compte notamment une série de six albums studio intitulée Mass. En 2005, ils forment Church of Ra, un collectif de musiciens et d'artistes proches du groupe dont les œuvres font l'objet de présentations en France et en Belgique.

## Historique

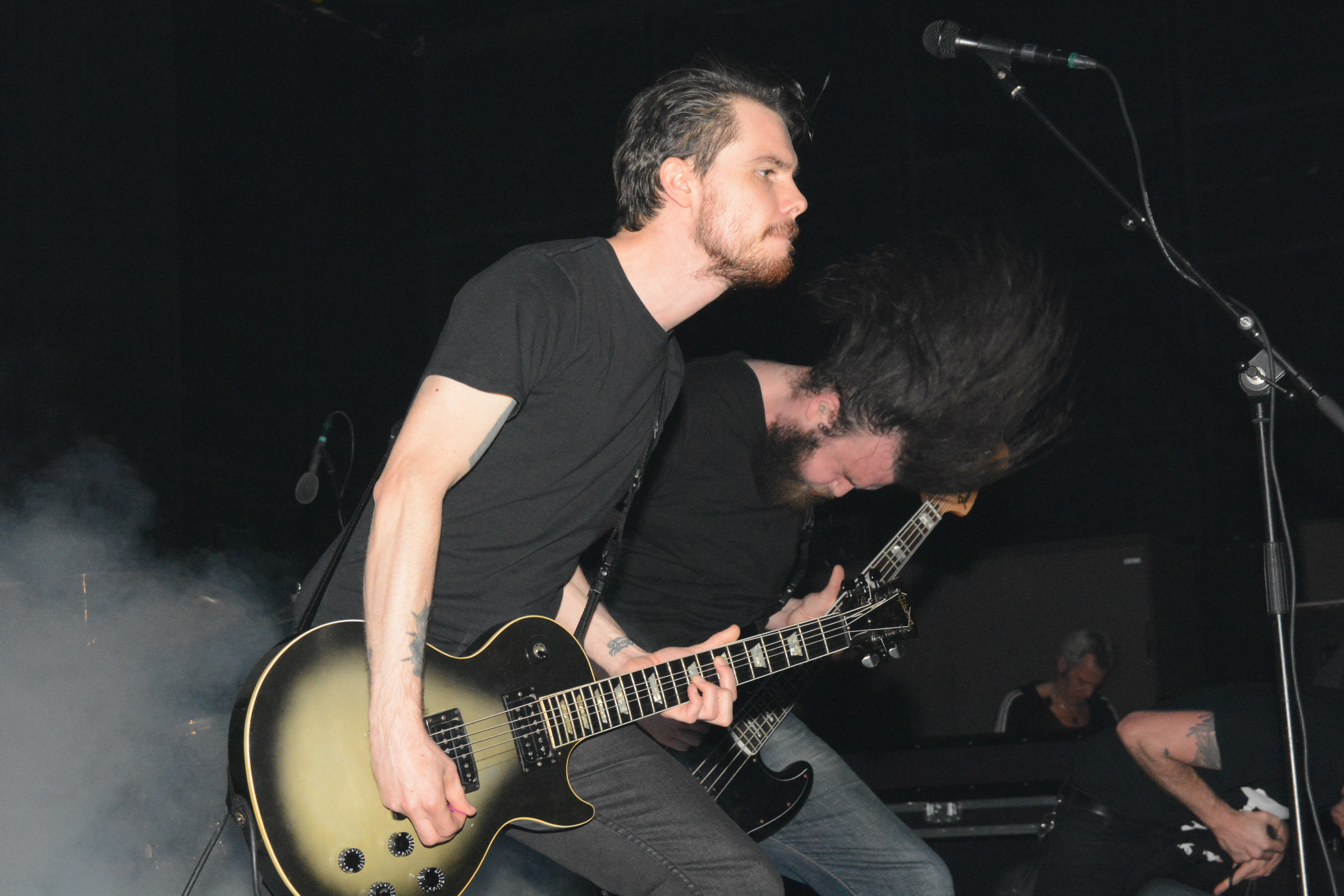
Amenra sur scène, en novembre 2013.

### Débuts (1999-2005)
Après avoir arrêté le groupe de hardcore Spineless, le chanteur Colin van Eeckhout, le guitariste Mathieu Vandekerckhove et le bassiste Kristof Mondy forment Amenra en 1999 à Courtrai,.
En 2003, le batteur Björn Lebon, qui est une connaissance de Mathieu Vandekerckhove, rejoint le groupe. Amenra produit son premier EP, Mass I: Prayer I-VI, qui sort en septembre. Si les compositions sont jugées comme étant intéressantes, le son est quant à lui qualifié comme laissant à désirer et le témoignage d'un groupe qui se cherche,. Après une apparition au Ieperfest, le groupe gagne une réputation dans la scène métal. Vincent F. Tetaert rejoint le groupe en 2003. L'EP Mass II: Sermons paraît en janvier 2005. Les concerts prennent davantage d'ampleur spectaculaire.

### Premiers albums (2005-2008)
Vincent F. Tetaert s'occupe de l'enregistrement et de la production de Mass III, leur premier album, qui paraît en 2005. Le groupe commence à trouver sa propre identité et à s'écarter de ses inspirations initiales. Le groupe fait appel à la chanteuse Lynn Pieters, qui est une amie du groupe, pour compléter le chant de Colin H. van Eeckhout sur Am Kreuz,. Mass III est une étape extrêmement importante dans la carrière du groupe en termes de reconnaissance.
La même année, le collectif Church of Ra s'est développé autour de musiciens et d'artistes proches du groupe dont les œuvres font l'objet de présentation en France et en Belgique. Elles sont présentes dans les livrets des albums du groupe. Le groupe, invité au Festival de Dour, Pukkelpop et au Hellfest, fait aussi une tournée en Amérique. En 2006, Amenra fait une seconde tournée américaine, puis plusieurs tournées européennes avec Converge et Neurosis. Kristof Mondy quitte le groupe afin de se consacrer à sa famille,. Il est remplacé par Maarten Kinet.
Le groupe sort Mass IIII en 2008. Comme le précédent, il a été enregistré et produit par Vincent Tetaert, ainsi que Zlaya Hadzic (Sonic Youth, Karate...). Il est plus atmosphérique le précédent. Vincent Tetaert quitte Amenra en octobre 2008, sur un potentiel différent créatif, contraignant le groupe à annuler leur tournée,. Il est remplacé par Lennart Bossu (Oathbreaker, Predatory Void).
Le groupe propose en 2009 son premier EP acoustique avec Afterlife, qui marque un tournant dans la carrière du groupe.
En 2012, Maarten Kinet quitte Amenra afin de se consacrer à la photographie. Il est remplacé par Levy Seynaeve, guitariste du groupe Hessian. La même année, le groupe signe sur le label Neurot Records, label fondé par Neurosis, ; groupe ayant influencé le style musical et la carrière d'Amenra,. L'album Mass V sort en novembre 2012. Il est produit par Billy Anderson (Neurosis, Swans, Sleep...) et masterisé par James Plotkin (Khanate). Scott Kelly participe au morceau Nowena | 9.10.
En 2016, le groupe publie son premier album live intitulé Alive. Il ne comprend que des prises acoustiques de différentes prestations lives, ainsi que deux reprises, Parabol de Tool et Het Dorp de Zjef Vanuytsel.
Le 6 octobre 2020, Amenra annonce que Tim De Gieter remplace Levy Seynaeve, qui souhaite se consacrer à ses autres projets (Wiegedood, Living Gate).
En 2021, Amenra signe avec le label Relapse Records pour la sortie de l'album De Doorn.

## Style musical et thèmes
Le style musical d'Amenra est proche de sous-genres de musique extrême et atmosphérique comme le post-metal,, sludge metal,, post-hardcore, doom metal et hardcore. Ils reprennent aussi des éléments vaguement proches du black metal,, folk gothique et post-rock.
Le nom du groupe vient du rapprochement de la déclamation hébraïque Amen et du nom du dieu égyptien Râ. Le thème récurrent des textes du groupe est la dualité entre la naissance et la mort, la lumière et les ténèbres, la douleur et le sacrifice,. Durant ses concerts, le groupe utilise de nombreux motifs symboliques et religieux.

## Membres

### Membres actuels
- Colin H. van Eeckhout – chant (depuis 1999)
- Mathieu J. Vandekerckhove  – guitare (depuis 1999)
- Bjorn J. Lebon – batterie (depuis 2003)
- Lennart Bossu – guitare (depuis 2008)
- Amy Tung Barrysmith - basse (depuis 2025)

### Anciens membres
- Kristof J. Mondy – basse (1999–2006)
- Maarten P. Kinet – basse (2006-2012)
- Levy Seynaeve – basse (2012-2020)
- Tim De Gieter – basse (2020-2025)
- Vincent F. Tetaert – guitare (2003-2008)

## Discographie

### Albums studio
- 2005 : Mass III
- 2008 : Mass IV
- 2012 : Mass V
- 2017 : Mass VI
- 2021 : De Doorn

### Splits
- 2004 : Vuur / Amenra 7"
- 2004 : Vuur / Amenra / Gameness / Gantz CD
- 2007 : Amenra / Hitch 7"
- 2011 : Amenra / Hive Destruction 10"
- 2011 : Amenra / The Blackheart Rebellion 12"
- 2011 : Amenra / Oathbreaker 7"
- 2017 : Amenra / Raketkanon 12"

### Album live
- 2012 : Live
- 2014 : Live II
- 2016 : Alive
- 2022 : Live At Dunk!2021
- 2024 : Live At Werchter 2023

### EP
- 2003 : Mass I: Prayer I-VI
- 2005 : Mass II: Sermons
- 2004 : Prayers (9+10 12")
- 2009 : Afterlife (10" + CD)
- 2025 : De Toorn (12" + CD)
- 2025 : With Fang And Claw (12" + CD)